# سهند
کوه سهند  یکی از بزرگ‌ترین و مهم‌ترین برجستگی‌های آذربایجان و از معروف‌ترین کوه‌های آتشفشانی ایران است که در جنوب شهر تبریز و جنوب غربی اوجان «بستان‌آباد» و شمال شهر مراغه و شمال غرب شهرستان هشترود در مرکز استان آذربایجان شرقی است.
این رشته‌کوه دارای بیش از ۳۰ قله با ارتفاع بیش از ۳٬۰۰۰ متر است که بلندترین آن‌ها قلهٔ قوچ‌گولی (کمال) ۳۷۱۰ متر بلندی داشته و در محدودهٔ شهرستانی بستان آباد قرار دارد. و مرتفع‌ترین نقطهٔ استان محسوب می‌شود. این کوه بخشی از رشته کوه مرکزی و کمربند آتشفشانی سهند-بزمان محسوب می‌شود.
سهند که یکی از مهم‌ترین کوه‌های آتشفشانی خاموش ایران به‌شمار می‌رود، به‌دلیل انبوهی گیاهان، چمنزارها، گلزارها و مراتع در آن به عروس کوه‌های ایران مشهور شده‌است؛ چراکه سطح تمام مناطق این رشته‌کوه پوشیده از سبزه است. کوه‌های کمال، جام، سهند، بوز داغ، ارونه، زری داغ، بویوک داغ، کریم داغی، لیقوان داغی، سلطان داغی، دمیرلی، آغ‌داغ، موتال داغی، قبله داغی، ارشد داغی، شیر داغی، حرم داغی، گیروه داغی، چاناق، اوو داغی، آتاشان، درویشلر از مهم‌ترین قله‌های رشته‌کوه سهند محسوب می‌شوند. درهٔ زیبا و سحرانگیز شاه یوردی در شمال قلّهٔ جام قرار گرفته‌است.
در بُندَهِش، زامیادیَشت و زادسپَرَم از کوهی به نام «اَسَنوَند» نام برده می‌شود که در آذربایجان واقع شده‌است. در زادسپرم مکان آذرگشسب در این کوه قرار دارد؛ البته شواهد زیادی در رابطه با یکسان‌بودن سهند و اسنوند وجود ندارد.
در جبههٔ شمالی سهند مشرف به جلگهٔ تبریز و بستان‌آباد قلّه‌های کمال (قوچ گولی)، بویوک داغ، ارونه کوه، بوز داغ، متال، دمیرلی و … واقع شده‌اند که مرتفع‌ترین بخش کوهستان سهند را تشکیل می‌دهند. قله‌های جنوبی سهند همگی مشرف به جلگهٔ بستان آباد هستند.
در دامنه‌های کوهستان سهند، زیباترین دره‌های آبرفتی همراه با روستاها، باغ‌ها و کشتزارها، جلوه‌هایی شگفت پدیدآورده است. کوهستان سهند بعد از سبلان یکی از بزرگ‌ترین و مهم‌ترین برجستگی‌های آذربایجان و از معروف‌ترین کوه‌های آتشفشان خاموش ایران است که در ۵۰ کیلومتری جنوب تبریز قرار گرفته‌است.
در سال‌های گذشته در دامنه‌های رشته‌کوه سهند و به‌ویژه در محدودهٔ شهرستان بستان‌آباد به‌صورت بی‌رویه معادن پوکه فعّال شده‌اند که باعث به‌هم‌ریختگی بوم‌سازگان منطقه شده‌است.

## آب‌وهوای سهند
آب‌وهوای منطقهٔ قلمرو کوهستان سهند مانند سایر مناطق کوهستانی تابع عواملی چون عرض جغرافیایی، ارتفاع، عوارض پستی بلندی، قرار گرفتن در معرض وزش بادها، وجود دریاها و دریاچه‌های بزرگ، فشار جریان هوا و بارندگی است. ناحیهٔ کوهستانی سهند دارای آب‌وهوای سردسیری است و مقدار بارش آن در قله‌ها سالانه ۶۰۰ الی ۷۰۰ میلی‌متر و در اطراف ۳۰۰ تا ۵۰۰ میلی‌متر است. از نظر تقسیم‌بندی فصول از نظم خاصی پیروی نمی‌کند و مانند مناطق جلگه‌ای نیست. مدت زمستان طولانی هشت‌ماهه و فصل گرما کوتاه‌مدت است.

### رودخانه‌های سهند
رودهایی که از سهند سرچشمه می‌گیرند به آبگیرهای دو حوضهٔ دریاچهٔ ارومیه و دریای خزر می‌ریزند. مهم‌ترین رودخانه‌های جاری از سهند عبارت‌اند از:
اوجان چایی (رودخانه اوجان یا بستان آباد)
سیداوا چایی (رودخانه سعیدآباد)
صوفی چایی (صافی رود مراغه)
لیوان چایی (رودخانه لیقوان)
زینجانا چایی (رودخانه زین جناب)
اوسکو چایی (رودخانه اسکو)
توفارقان چایی (رودخانه آذرشهر یا دهخوارقان)
قالا چایی (قلعه رود عجب شیر)
موردی چایی (رودخانه مردق)
لیلان چایی (رودخانه لیلان)
قرانقو چایی (رودخانه قرانقو)

## فعالیت‌های ورزشی و تفریحی
این کوه پذیرای کوهنوردان در فصل‌های بهار و تابستان است. پیست اسکی سهند در مسیر تبریز به بستان‌آباد و بعد از گذشتن از روستاهای سعیدآباد، ایرانق، متنق و ثمرخزان در طول فصل زمستان فعّال است.

## نگارخانه

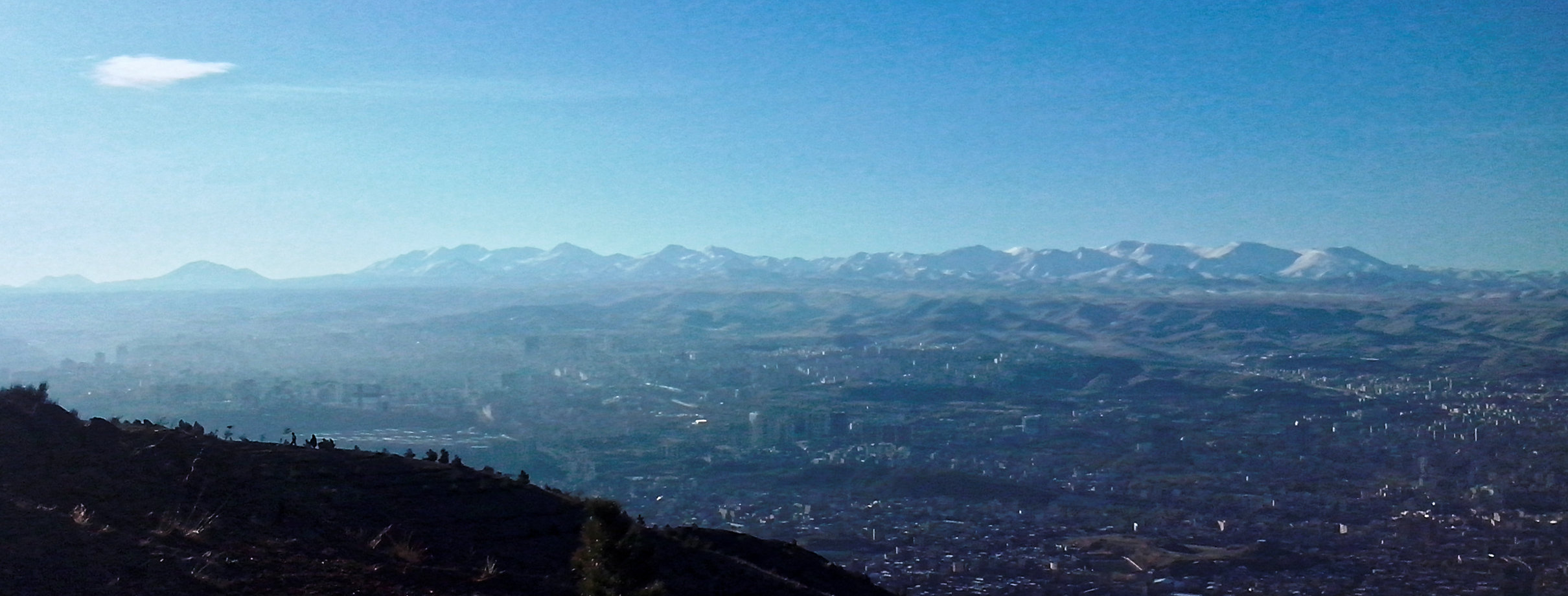
دورنمایی از رشته‌کوه سهند از عینالی.